# Ali Alipour
Ali Alipour (in persiano علی علیپور‎; Qaemshahr, 11 novembre 1995) è un calciatore iraniano, attaccante del Persepolis.

## Statistiche

### Cronologia presenze e reti in nazionale
| Cronologia completa delle presenze e delle reti in nazionale ― Iran | Cronologia completa delle presenze e delle reti in nazionale ― Iran | Cronologia completa delle presenze e delle reti in nazionale ― Iran | Cronologia completa delle presenze e delle reti in nazionale ― Iran | Cronologia completa delle presenze e delle reti in nazionale ― Iran | Cronologia completa delle presenze e delle reti in nazionale ― Iran | Cronologia completa delle presenze e delle reti in nazionale ― Iran | Cronologia completa delle presenze e delle reti in nazionale ― Iran |
| Data                                                                | Città                                                               | In casa                                                             | Risultato                                                           | Ospiti                                                              | Competizione                                                        | Reti                                                                | Note                                                                |
| ------------------------------------------------------------------- | ------------------------------------------------------------------- | ------------------------------------------------------------------- | ------------------------------------------------------------------- | ------------------------------------------------------------------- | ------------------------------------------------------------------- | ------------------------------------------------------------------- | ------------------------------------------------------------------- |
| 17-3-2018                                                           | Teheran                                                             | Iran                                                                | 4 – 0                                                               | Sierra Leone                                                        | Amichevole                                                          | -                                                                   | 46’                                                                 |
| 24-12-2018                                                          | Doha                                                                | Iran                                                                | 1 – 1                                                               | Palestina                                                           | Amichevole                                                          | -                                                                   | 60’                                                                 |
| 11-6-2019                                                           | Seul                                                                | Corea del Sud                                                       | 1 – 1                                                               | Iran                                                                | Amichevole                                                          | -                                                                   | 80’                                                                 |
| 20-3-2025                                                           | Teheran                                                             | Iran                                                                | 2 – 0                                                               | Emirati Arabi Uniti                                                 | Qual. Mondiali 2026                                                 | -                                                                   | 90’                                                                 |
| 5-6-2025                                                            | Doha                                                                | Qatar                                                               | 1 – 0                                                               | Iran                                                                | Qual. Mondiali 2026                                                 | -                                                                   | 27’ 38’                                                             |
| Totale                                                              |                                                                     | Presenze                                                            | 5                                                                   |                                                                     | Reti                                                                | 0                                                                   |                                                                     |

## Carriera

### Club
Ha giocato nella prima divisione iraniana e in quella portoghese.

### Nazionale
Nel 2018 ha esordito in nazionale.

## Palmarès

### Club

#### Competizioni nazionali
- Campionato iraniano: 4

Persepolis: 2016-2017, 2017-2018, 2018-2019, 2019-2020
- Supercoppa dell'Iran: 3

Persepolis: 2017, 2018, 2019
- Coppa dell'Iran: 1

Persepolis: 2018-2019